# Tables de décompression

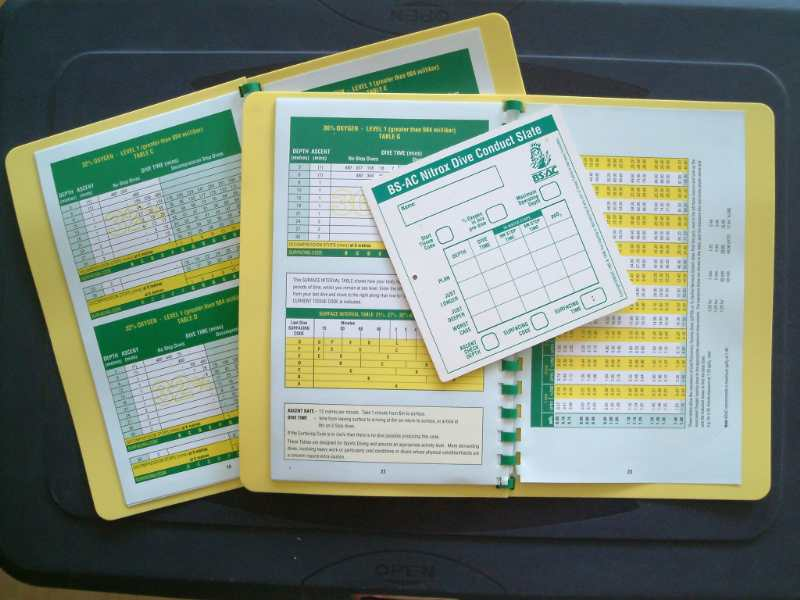
Tables de décompression pour plongée Nitrox

Les tables de décompression ou tables de plongée sont utilisées par les plongeurs en scaphandre autonome afin de gérer leur remontée en surface tout en permettant à leur organisme d'éliminer l'azote emmagasiné au long de la plongée.
Elles permettent à un plongeur équipé d'un scaphandre autonome de se soustraire d'une profondeur déterminée avec temps défini en limitant les risques liés à la décompression des gaz en respectant une vitesse de remontée constante et d'éventuels paliers de décompression.
Il existe de nombreuses tables de décompression, pour la plupart créées par les militaires (marines américaine, française, britannique, ...), des entreprises (Comex) ou des recherches universitaires (Bühlmann).

## Généralités
Durant son immersion, le plongeur respire un gaz comprimé (en général de l'air). En descendant, l'air se comprime davantage et, pour un volume identique respiré, le taux d'azote absorbé devenant supérieur à celui contenu dans notre organisme, ce gaz se dissout dans le sang par l'intermédiaire des poumons.
À la remontée, la pression diminue et la solubilité de l'azote dans le sang diminue du même fait. Il est alors important que la vitesse de remontée soit suffisamment lente pour permettre à l'azote dans le sang de rester soluble et d'être rejeté par les poumons lors de la respiration. Si la remontée est trop rapide, l'azote dissout dans le sang passera sous forme gazeuse et ne sera pas éliminé par les poumons. Les bulles de gaz chercheront à se déplacer dans le corps provoquant des traumatismes pouvant dans certains cas entraîner la mort.
Il est alors nécessaire de respecter certaines précautions afin de permettre à l'organisme d'évacuer l'azote, sans risque pour le plongeur. Les tables de décompression permettent de calculer le taux d'azote dans le sang en fonction de la profondeur ainsi que le profil de remontée idéal pour empêcher ces accidents.

## Principe

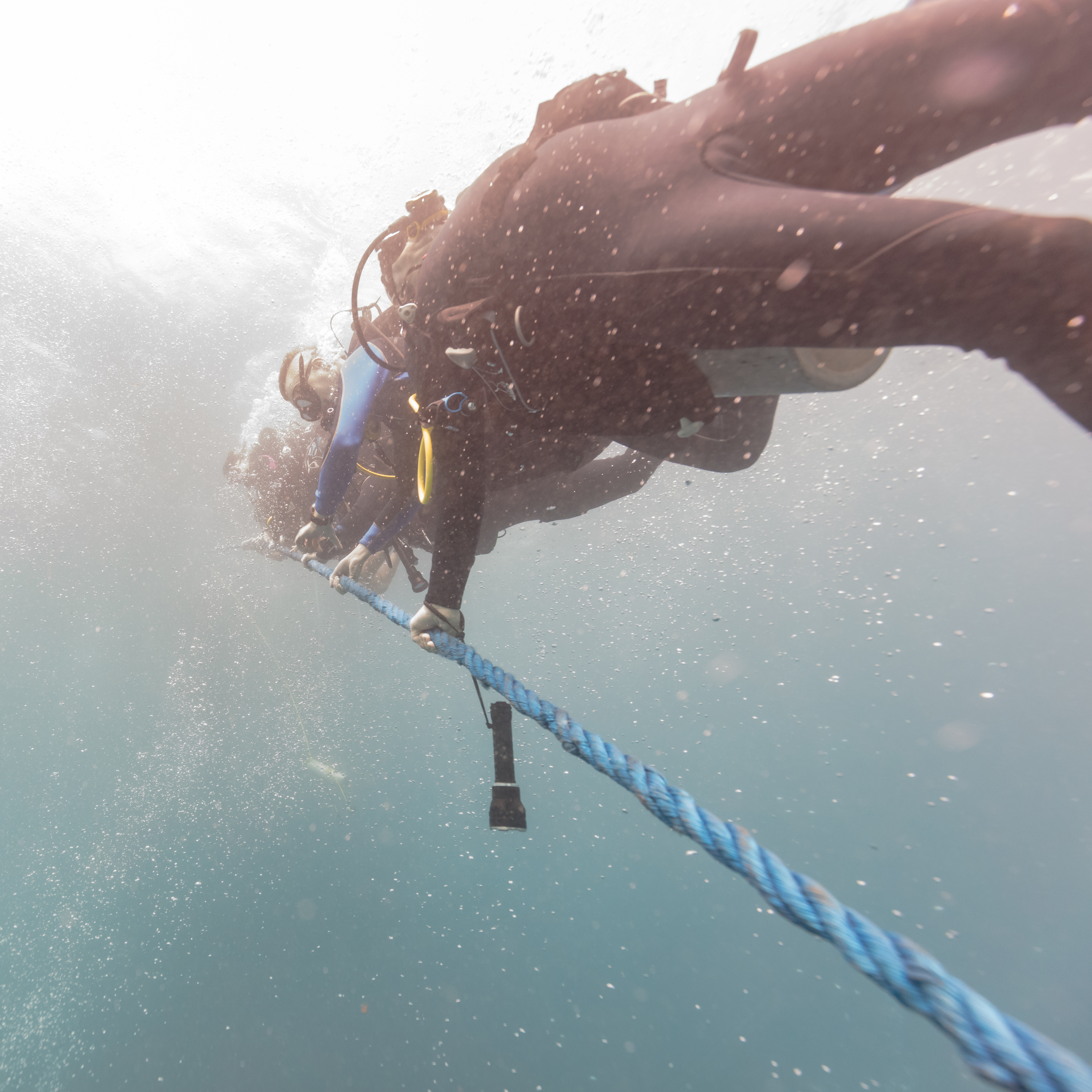
Les plongeurs font un palier de sécurité à 5-6 mètres pour éviter la sursaturation en azote

Les tables de décompression sont souvent présentées sous forme de tableaux indiquant les paliers à effectuer pour :
- une profondeur maximale atteinte ;
- une durée d'immersion (allant du début de la descente au début de la remontée) ;
- un indice de majoration pour prendre en compte une plongée réalisée peu de temps auparavant (entre 15 minutes et 12 heures généralement).

Certaines tables ne donnent d'indication que pour des plongées ne nécessitant pas de palier.
| Prof. | Durée  | 6 m   | 3 m    | DTR    | GPS |
| ----- | ------ | ----- | ------ | ------ | --- |
| 30 m  | 5 min  |       |        | 2 min  | B   |
| 30 m  | 10 min |       |        | 2 min  | D   |
| 30 m  | 15 min |       | 1 min  | 4 min  | E   |
| 30 m  | 20 min |       | 2 min  | 5 min  | F   |
| 30 m  | 25 min |       | 4 min  | 7 min  | H   |
| 30 m  | 30 min |       | 9 min  | 12 min | I   |
| 30 m  | 35 min |       | 17 min | 20 min | J   |
| 30 m  | 40 min |       | 24 min | 27 min | K   |
| 30 m  | 45 min | 1 min | 31 min | 35 min | L   |
| 30 m  | 50 min | 3 min | 36 min | 42 min | M   |

Elles permettent de calculer ces paliers pour un maximum de deux plongées par 24 heures. Ces plongées peuvent être consécutives (ré-immersion moins de 15 minutes après le retour à la surface) ou successives (de 15 minutes à 12 heures après le retour à la surface).
Par exemple, on peut lire sur cette table qu'une plongée de 30 minutes à 30 mètres impose d'effectuer un palier de 9 minutes à 3 mètres. La durée totale de la remontée (ou DTR) sera donc égale à 9+3=12 minutes (la vitesse de remontée préconisée par cette table étant égale à 15 mètres par minute jusqu'au 1er palier et de 0,5 minute entre paliers ou entre palier et surface).
L'utilisation de ces tables impose de considérer une plongée dite « carrée », c’est-à-dire que l'on considère que la plongée s'est déroulée à la profondeur maximale atteinte tout au long de sa durée, même si le plongeur n'a fait qu'un court passage à cette profondeur.
Les tables généralement utilisées varient en fonction des pays et de l'époque :
- En France, ce sont les tables fédérales de la FFESSM. Elle consistent en un extrait des tables MN90 créées par la Marine Nationale en 1990. Elles ont été révisées en 1998 et légèrement modifiées (procédures d'interruption de palier).
- En Suisse, les tables Bühlmann (Université de Zürich en 1986)
- Au Canada, les tables DCIEM
- Aux États-Unis d'Amérique les tables US Navy
- En Belgique francophone, au sein de la LIFRAS (Ligue Francophone de Recherches et d'Activités Sous-Marines), les tables utilisées sont les tables LIFRAS 94; ces tables sont éditées par la LIFRAS sur base d'anciennes tables publiées par l'U.S. Navy en 1993, et déclarées obsolètes par l'U.S. Navy depuis 2008[1]. À partir de janvier 2011 la LIFRAS préconise l'utilisation des tables « US Navy 2008 », la LIFRAS permet aussi l'utilisation d'un ordinateur accompagné d'un autre moyen de calculer sa décompression pour pallier une panne de l'ordinateur.
- Au Royaume-Uni, celles du BSAC
- En plongée loisir à travers le monde, les tables PADI Recreative Dive Planner (RDP) et la Wheel sont assez courantes lors de la réalisation de plongées sans paliers.

Aujourd'hui, de plus en plus de plongeurs utilisent des ordinateurs de plongée qui proposent une décompression plus adaptée au profil réel de la plongée.
Certains logiciels permettent de simuler à terre un profil de plongée, avec différents gaz, utilisant en général les algorithmes de Bühlmann (ZHL-8 modifié, ZHL-16 B ou C avec GF, VPM ou RGBM). Les copies des résultats obtenus par ces logiciels sont appelées des run-time. On peut les considérer comme des tables sur-mesure pour un profil. Usuellement, on ne note pas la durée d'un palier mais la durée entre le début de la plongée et la fin du palier.

### Cas particulier de la plongée en altitude
Les notices de la plupart des tables de décompression recommandent de ne pas les utiliser au-delà de 300 mètres. En cas de plongée au-delà, il est impératif de calculer une profondeur équivalente en mer (pression atmosphérique moindre en altitude) à utiliser dans les tables en remplacement de la profondeur réelle de la plongée. Certaines tables, telles que les Bühlmann, ont été conçues pour une utilisation en altitude et proposent des tranches 0 à 700 m ou 700 à 2 500 m d'altitude pour lesquelles elles ont été validées.